# Regulator napięcia
Regulator napięcia – układ elektroniczny, bądź elektryczno-mechaniczny stosowany w układzie ładowania akumulatora w pojazdach mechanicznych.
Regulator napięcia służy do utrzymywania na stałym poziomie napięcia wytwarzanego przez prądnicę lub alternator pomimo zmian obrotów silnika. W praktyce napięcie nie jest utrzymywane na stałym poziomie, tylko w pewnym zakresie, zależnym głównie od obrotów prądnicy, obciążenia alternatora i charakterystyki prądowo napięciowej akumulatora.
Regulacja odbywa się poprzez zmianę prądu wzbudzenia prądnicy. W układach elektro-mechanicznych stosowano regulację impulsową z trzema poziomami wzbudzenia (pełna, częściowa, wyłączona), w układach elektronicznych stosuje się zazwyczaj impulsowe włączanie i wyłączanie prądu wzbudzania (regulacja PWM) w zależności od napięcia na wyjściu prądnicy.
W obecnych konstrukcjach alternatorów regulator napięcia wraz z elementami trzymającymi szczotki tworzy całość i jest częścią alternatora.